# Libor Ebringer
Prof. RNDr. Libor Ebringer, DrSc. (3. února 1931, Bratislava – 11. května 2015, Bratislava) byl přední slovenský mikrobiolog a pedagog.
Mezi lety 1992–1998 byl předsedou Československé společnosti mikrobiologické.. Jeho hlavní specializací byl výzkum symbiotických vztahů mezi mikroorganismy a makroorganismy.
Nejcennější jsou jeho originální práce o nových účincích antibakteriálních antibiotik na semiautonomní buněčné organely (chloroplasty a mitochondrie) a stanovení korelací v mechanismech jejich účinků na bakterie a plastidy. Tento poznatek je považován za významný doklad o bakteriálním původu chloroplastů a mitochondrií, což ho nasměrovalo i ke studiu různých evolučních otázek. Za objev tohoto fenoménu se stal nositelem diplomu na československý objev. Pomocí této a dalších metod dokázal zdravotní riziko vyplývající z aplikace 5-nitro-2-furylakrylové kyseliny v potravinářství. Uvedená geneticky aktivní a zdravotně riziková látka se používala zejména na stabilizaci vín od roku 1975 přesto, že světová věda už zařazovala nitrofurany mezi potenciální karcinogeny. I díky vydatné pomoci jeho studentů se tuto látku po určitém „klání“ podařilo zakázat.
V letech 1990–1992 zavedl na Slovensko problematiku probiotik, z této oblasti je držitelem dvou patentů a autorem prvního slovenského probiotického preparátu Enterococcus forte + selen (vyráběl IVAX Pharmaceuticals). Zavedl také originální výrobu prvních Napolitanových tyčinek s aktivními probiotickými bakteriemi s obchodním názvem Dr. Ebi (vyráběl IDC Holding – Pečivárne Sereď). Od roku 2002 se věnoval zejména probiotickým vlastnostem tradiční brynzy, o níž dokázal, že se vyznačuje vzácnými zdravotně prospěšnými vlastnostmi. Ebringer je považován za vášnivého propagátora původní, salašnické brynzy a zdravotního významu mléka a mléčných produktů.

## Ocenění
Seznam není úplný
- Zlatá medaile Přírodovědecké fakulty UK Bratislava, 1991,
- Zlatá medaile UK, Bratislava, 1991,
- Čestný člen České farmaceutické společnosti, Bratislava, 1993,
- Zlatá čestná plaketa SAV za zásluhy v biologických vědách, 1996,
- Stříbrná medaile za rozvoj Farm. fakulty UK, 1996,
- Galenova stříbrná medaile Farm. fakulty UK, 2012 ,
- Patočkova medaile Čsl. spol. mikrobiologické, 2009 ,
- Weberova medaile, 2009 ,
- Cena primátora hlavního města slovenské republiky Bratislavy roce 2011 – za celoživotní dílo[7]
- Řád Ľudovíta Štúra II. třídy za šíření dobrého jména Slovenské republiky v zahraničí, zásluhy v oblasti mikrobiologie a genetické toxikologie, 2012[8][9]

## Tvorba

### Články
- Dostali ocenění za falešnou brynzu, Hospodářské noviny, článek se věnuje oceněním Slovak gold za pasterované brynzu[22][23]
- Ovčí mléko a brynza, bedeker zdraví,[24]
- Syrovátka a žinčica, bedeker zdraví,[25]
- Pít či nepít syrové mléko, bedeker zdraví, spoluautor: Ladislav Soják[26]
- Mléko a rakovina, bedeker zdraví,[27]
- Význam mléka a tuku pro zdraví, bedeker zdraví,[28]
- Můžeme považovat každý jogurt za probiotický?[29],
- Pít či nepít syrové mléko?, SME, 20. 7. 2006[30][31]
- Probiotické potraviny na Slovensku, Helios č. 2 /2007[32][33]
- Mléko jako multifunkční potravina, Interní medicína č. 7/2007[34]
- Jezte brynzu, budete zdravější, Karloveské noviny červenec /2008[35]
- Pochoutka, co léčí – Smutná realita: Většina brynzy v obchodní síti je podvod, Extraplus Září /2008[36]
- Mléko a brynza, 13. prosinec 2008,[37]
- Význam mléka a tuku pro zdraví, bedeker zdraví, 2009[38]
- Možnosti využití probiotik v prevenci a terapii alergických chorob, spoluautor: Miroslav Ferenčík, Alergie číslo X, 200X[39]
- Brynza je nejlepší patent přírody, Pravda, 20.03.2011[40] rozhovor s mikrobiologem Liborem Ebringer, redaktor: Jozef Sedlák
- Libor Ebringer: „Víno bylo za komunistů moc“, veda.sme.sk, 12.3.2012[41] Rozsáhlejší rozhovor, redaktor: Tomáš Prokopčák,

### Rozhlas a televize
- Poradíme vám – Pasterizovaná a nepasterizovaného brynza[42] rozhovor s profesorem Liborem Ebringer, redaktorka: Eva Gergelyová
- Probiotické jogurty: víte jejich rozeznat? – Host: prof. RNDr. Libor Ebringer, DrSc., Z Ústavu buněčné biologie PRIF UK, 03. 10. 2008, TV Markíza[43]